# Teorema de De Gua

Tetraedre amb angles rectes al vèrtex O

En geometria, el Teorema de De Gua (pel matemàtic francès Jean Paul de Gua de Malves) és una analogia tridimensional del teorema de Pitàgores.
En un tetraedre amb un vèrtex amb tres angles rectes (vegeu figura), el quadrat de l'àrea de la cara oposada a aquest vèrtex és igual a la suma dels quadrats de les àrees de les altres tres cares.
{\displaystyle A_{ABC}^{2}=A_{\color {blue}ABO}^{2}+A_{\color {green}ACO}^{2}+A_{\color {red}BCO}^{2}}

## Generalitzacions
El teorema de Pitàgores i el teorema de De Gua són casos especials per a {\displaystyle n=2,3} d'un teorema més general sobre n-símplex amb un vèrtex amb angles rectes. Aquest teorema, al seu torn, és un cas especial d'un teorema encara més general que es pot expressar de la següent forma:
Sigui {\displaystyle P} un pla k-dimensional a {\displaystyle \mathbb {R} ^{n}}, amb {\displaystyle k\leq n}, i sigui {\displaystyle C} un subconjunt compacte de {\displaystyle P}. Per qualsevol subconjunt {\displaystyle I\subseteq \{1,\ldots ,n\}} amb exactament k elements, sigui {\displaystyle C_{I}} la projecció ortogonal de {\displaystyle C} en l'espai vectorial generat de {\displaystyle e_{i_{1}},\ldots ,e_{i_{k}}}, on {\displaystyle I=\{i_{1},\ldots ,i_{k}\}} i {\displaystyle e_{1},\ldots ,e_{n}} és la base canònica de {\displaystyle \mathbb {R} ^{n}}. Aleshores,
{\displaystyle {\mbox{vol}}_{k}^{2}(C)=\sum _{I}{\mbox{vol}}_{k}^{2}(C_{I}),}
on {\displaystyle {\mbox{vol}}_{k}(C)} és el volum k-dimensional de {\displaystyle C} i la suma és sobre tots els subconjunts {\displaystyle I\subseteq \{1,\ldots ,n\}} amb exactament k elements.
Aquest teorema és bàsicament la versió prehilbertiana del teorema de Pitàgores aplicada al k-èsim producte vectorial extern d'un espai euclidià n-dimensional.

## Història
Jean Paul de Gua de Malves (1713-1785) va publicar el teorema el 1783, però en la mateixa època es va publicar una versió més general pel matemàtic francès Charles de Tinseau d'Amondans (1746-1818). Això no obstant, el teorema era conegut per Descartes i per Johann Faulhaber. Marc Antoine Parseval en va donar uns anys després la interpretació analítica amb la identitat de Parseval.